# Station Emden Außenhafen
Station Emden Außenhafen is een spoorwegstation in de Duitse plaats Emden. Het station ligt buitendijks waardoor het bij extreem hoog water niet te bereiken is. Het spoor wordt door een coupure in de dijk afgesloten.

## Inrichting en infrastructuur
Het station ligt aan de spoorlijn Emden – Emden Außenhafen en telt één perronspoor. Naast het station liggen meerdere opstelsporen en aansluitingen voor bedrijven in de haven. Het station dient als overstap voor de veerboten naar Borkum en ligt hierdoor tegen de terminal aan.
Emden Außenhafen is met een stamlijn verbonden met Emden Hauptbahnhof. Alle treinen die vanuit Leer komen moeten in Emden Hbf kopmaken om op deze stamlijn te komen. 
In juni 2006 kwamen omvangrijke moderniseringswerkzaamheden gereed. Deze werkzaamheden waren onder anderen het elektrificeren van de spoorlijn, waardoor een wisseling van locomotieven in Emden Hbf niet meer nodig was. 

## Treinverbindingen
Alle treinen die Emden Außenhafen aandoen sluiten aan op de veerboten naar Borkum. Het station wordt van april tot oktober dagelijks bediend door tweetal Intercity's. Deze Intercity's komen uit Cottbus/Leipzig en Keulen. Daarnaast rijdt tijdens het seizoen een aantal treinen van RE 1 verder naar het havenstation. RE 15 bedient het station het hele jaar door een aantal maal. Treinen die het havenstation aandoen rijden dan niet naar station Norddeich Mole.
De volgende treinseries doen het station aan:
| Serie | Treinsoort                       | Route | Bijzonderheden |
| ----- | -------------------------------- | --- | --- |
| IC 35 | Intercity (DB Fernverkehr)       | [ Norddeich Mole ] / [ Emden Außenhafen ] – Emden Hbf – Leer (Ostfriesl) – Papenburg (Ems) – Meppen – Lingen (Ems) – Rheine – Münster (Westf) Hbf – Recklinghausen Hbf – Gelsenkirchen Hbf – Oberhausen Hbf – Duisburg Hbf – Düsseldorf Hbf – Köln Hbf – Bonn Hbf – Remagen – Andernach – Koblenz Hbf – Bingen (Rhein) Hbf – Mainz Hbf – Worms Hbf – Mannheim Hbf – [ Karlsruhe Hbf – Offenburg – Donaueschingen – Singen (Hohentwiel) – Konstanz ] / [ Heidelberg Hbf – Vaihingen (Enz) – Stuttgart Hbf ] | Rijdt eenmaal per twee uur, op vrijdag en zaterdag rijdt er één trein vanaf Emden Hbf naar Konstanz. Op zondag rijdt er één trein vanaf Konstanz naar Emden Hbf. Enkele treinen van/naar Emden Außenhafen |
| IC 56 | Intercity (DB Fernverkehr)       | [ [ Norddeich Mole ] / [ Emden Außenhafen ] – Emden Hbf – Leer (Ostfriesl) – Oldenburg (Oldb) Hbf – Bremen Hbf – Hannover Hbf – Braunschweig Hbf ] / [ Warnemünde – Rostock Hbf – Bützow – Bad Kleinen – Schwerin Hbf – Ludwigslust – Wittenberge – Stendal Hbf ] – Magdeburg Hbf – [ Halle (Saale) Hbf – Leipzig Hbf ] / [ Brandenburg Hbf – Potsdam Hbf – Berlin Hbf – Berlin Ostbahnhof – Cottbus ] | Eén trein per dag vanaf Magdeburg Hbf naar Cottbus. Eén trein per dag vanaf Warnemünde. Tussen Norddeich Mole en Bremen Hbf worden ook plaatsbewijzen van het regionale verkeer geaccepteerd.             |
| RE 1  | Regional-Express (DB Regio Nord) | Hannover Hbf – Nienburg (Weser) – Verden (Aller) – Bremen Hbf – Delmenhorst – Hude – Oldenburg (Oldb) Hbf – Leer (Ostfriesl) – Emden Hbf – (Emden Außenhafen) – Norddeich Mole | Rijdt eenmaal per twee uur. |
| RE 15 | Regional-Express (Westfalenbahn) | (Emden Außenhafen – ) Emden Hbf – Leer (Ostfriesl) – Papenburg (Ems) – Meppen – Lingen (Ems) – Rheine – Münster (Westf) Hbf | Emsland-Express Enkele treinen van/naar Emden Außenhafen |

1. ↑  publicatie DB